# Kückelsheim (Adelsgeschlecht, Essen)

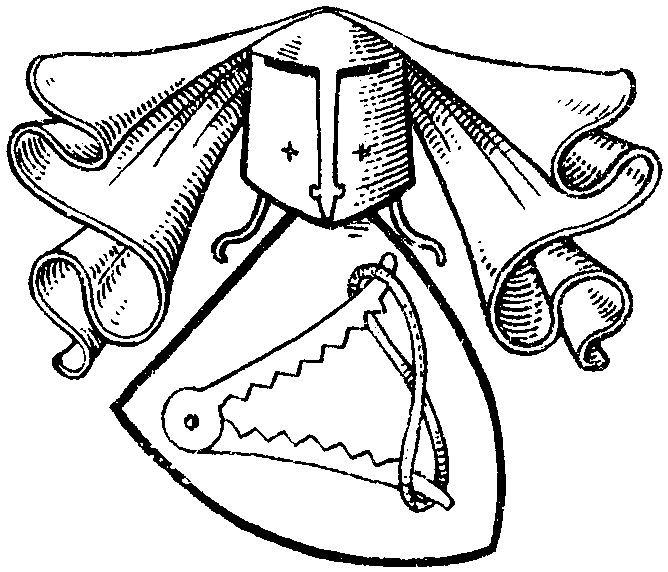
Wappen derer von Kückelsheim im Wappenbuch des Westfälischen Adels

Kückelsheim ist der Name eines westfälischen Adelsgeschlechts.
Das Geschlecht ist von einem gleichnamigen Adelsgeschlecht derer von Kückelsheim zu unterscheiden, das aus der Bauerschaft Kökelsem bei Lüdinghausen stammt und das kurz nach 1800 erlosch. Letztere Familie hatte einen Helm besteckt mit Straußenfedern im Wappen.

## Geschichte
Der Stammsitz des hier behandelten Geschlechts war ein gleichnamiger Gutshof in Essen-Fischlaken, der ein Lehen des Klosters Werden war.
Weitere Güter der Familie lagen in Essen und Umgebung sowie in Bochum. Ritter Noldo von Kückelsheim kaufte 1353 die Vorgängerburg von Schloss Schellenberg in Rüttenscheid von Heinrich von der Horst. Des ersteren Enkelin brachte sie als Mitgift in ihre Ehe mit Pilgrim von der Leyten. 1391 heiratete Johann von Kückelsheim, späterer Amtmann von Werden und Hattingen, Grete von Lüttelnau. Als Pfand für die Aussteuer von 500 Goldschilden stellte der Brautvater Haus Weitmar im Bochumer Stadtteil Weitmar. Entsprechend wurde Johann von Kückelsheim später vom Werdener Abt mit dem Schultenhof belehnt.
Die Familie erlosch um 1430.

## Wappen
Blasonierung: Eine schrägrechts gestellte Pferdepramme. Helmzier und Tingierung sind nicht bekannt.